# فرانک ساوتهال
فرانک ساوتهال (انگلیسی: Frank Southall; ۲ ژوئیهٔ ۱۹۰۴ – ۱ مارس ۱۹۶۴) دوچرخه‌سوار اهل بریتانیا بود.
وی در مسابقات کشوری و بین‌المللی در مجموع برندهٔ ۲ مدال نقره، ۱ مدال برنز شده‌است.